# Wehrmacht
Wehrmacht (tyskt uttal: [ˈveːɐ̯maxt]
 ( lyssna), ¨försvarsmakt", "vapenmakt", "värnmakt") var namnet på stridskrafterna i Nazityskland åren 1935 till 1945; skapad ur Riksvärnet (Reichswehr) 1935 genom "lagen om uppbyggandet av försvarsmakten" (tyska: Gesetz für den Aufbau der Wehrmacht). Wehrmacht delades in i Hären/Heer (armén), Krigsmarinen/Kriegsmarine (örlogsflottan) och Luftvapnet/Luftwaffe (flygvapnet).
I det nationalsocialistiska Tredje riket fick begreppet Wehrmacht från år 1935 officiellt beteckna land-, luft- och sjöstridskrafterna. Wehrmacht ställdes 1935 direkt under Adolf Hitlers personliga befäl och blev det viktigaste instrumentet för att möjliggöra nazisternas planer om Lebensraum och dominans över Europa. 
Wehrmacht upplöstes officiellt 1946, strax efter andra världskriget. Förbundsrepubliken Tyskland återfick militära stridskrafter 1955 under namnet Bundeswehr även om begreppet neue Wehrmacht användes under planeringsfasen. Det tidigare använda Wehrmacht var omöjligt att använda på grund av kopplingarna till nazisterna och nazitiden. Reichswehr från Weimarrepublikens tid sågs inte heller som passande.

## Historia
Efter nederlaget i första världskriget för Tyska riket var genom Versaillesfördraget en begränsning bestämd för den tyska militären, som hädanefter inte skulle tillåtas omfatta mer än 100 000 man under vapen (plus 15 000 sjömän i Reichsmarine). Vidare fick man inte beväpna sig med tyngre vapen, artilleri eller flygvapen. Med dessa villkor grundades 23 mars 1921 Riksvärnet (Reichswehr).
Genom återinförandet av den allmänna värnplikten i Tyskland 1935 omvandlades riksvärnet till en "massarmé". Omedelbart efter rikspresidenten Paul von Hindenburgs bortgång 1934 gjordes denna armé edsbunden till Hitler. I det av nationalsocialisterna kontrollerade Wehrmacht enrollerades någonstans mellan 12 och 20 miljoner man som soldater, bland dem många frivilliga "folktyskar" (från bland annat Baltikum, Balkan och Ryssland).
Från 1938 blev även Österrikes försvarsmakt en del av Wehrmacht. 
Trots tidiga framgångar under andra världskrigets första år så skadade kortsiktig planering, brist på drivmedel, otillräcklig kryptering och en stor rivalitet mellan de olika försvarsgrenarna allvarligt Wehrmachts operativa förmåga. Wehrmacht förknippas bland annat med blixtkriget i början av andra världskriget.
Efter Tysklands ovillkorliga kapitulation den 8 maj 1945, var fortfarande några enheter inom Wehrmacht aktiva, antingen fristående enheter som till exempel Armégrupp Mitte och Armeeoberkommando Norwegen i Norge eller under allierat kommando som till exempel polismyndigheter. I slutet av augusti 1945 upplöstes dessa enheter och ett år senare den 20 augusti 1946, förklarade det Allierade kontrollrådet Wehrmacht som officiellt avskaffat (Kontrollratsgesetz nr 34) och Tyskland var nu förbjudna att ha en armé.
Genom de spänningar som det kalla kriget ledde till, kom separata militära styrkor att bildas i Förbundsrepubliken Tyskland och Tyska demokratiska republiken. Västtyska militären bildades officiellt den 5 maj 1955 och tog namnet Bundeswehr, vilket innebar en federal försvarsmakt. Dess östtyska motsvarighet bildades den 1 mars 1956 och tog namnet Nationale Volksarmee. I båda organisationerna kom före detta Wehrmacht-officerare att tjänstgöra.

### Brott mot krigets lagar
Bland de brott mot krigets lagar som Wehrmacht efter andra världskriget överbevisades om finns
- Massakrer av civilbefolkning[2] av reguljära armé-enheter uppdagades då britterna installerade avlyssningsutrustning i krigsfångeläger. Ljudupptagningarna avslöjade att tyska soldater i Wehrmacht hade deltagit i massakrer på civilbefolkningen och att somliga fann glädje i det.[2]
- Delaktighet i massakrer
- Tätt samarbete med Schutzstaffel i strid och logistiskt understöd till Förintelsen.
- Belägring och utsvältning av städer och regioner som Leningrad

### Viktiga personer inom Wehrmacht
- Ludwig Beck
- Johannes Blaskowitz
- Karl Dönitz
- Werner von Fritsch
- Heinz Guderian
- Alfred Jodl
- Wilhelm Keitel
- Albert Kesselring
- Günther von Kluge
- Hans von Luck
- Erich von Manstein
- Friedrich Paulus
- Erich Raeder
- Erwin Rommel
- Gerd von Rundstedt
- Claus Schenk von Stauffenberg
- Erwin von Witzleben
- Walter Model
- Walther von Brauchitsch
- Günther Lütjens
- Hans Langsdorff
- Hermann Reinecke